# Castiglione del Genovesi
Castiglione del Genovesi é uma comuna italiana da região da Campania, província de Salerno, com cerca de 1.269 habitantes. Estende-se por uma área de 10 km², tendo uma densidade populacional de 127 hab/km². Faz fronteira com Baronissi, Fisciano, Giffoni Sei Casali, Salerno, San Cipriano Picentino, San Mango Piemonte.

## Demografia
| Variação demográfica do município entre 1861 e 2011                               |
|                                                                                   |
| Fonte: Istituto Nazionale di Statistica (ISTAT) - Elaboração gráfica da Wikipedia |